# انتخابات عمومی نیوزیلند ۲۰۲۳
انتخابات عمومی نیوزیلند در سال ۲۰۲۳ در ۱۴ اکتبر ۲۰۲۳ برای تعیین ترکیب پنجاه و چهارمین پارلمان نیوزلند برگزار شد. رای‌دهندگان ۱۲۱ عضو مجلس نمایندگان نیوزیلند را تحت سیستم رای‌گیری نسبی ترکیبی (MMP) انتخاب کردند که ۷۱ عضو از میان رای‌دهندگان تک نفره و ۵۰ عضو از لیست‌های بسته احزاب انتخاب شدند. از ۷۲ رای‌دهنده، تنها ۷۱ کرسی پر شد و باقیمانده نمایندگان در انتخابات میان‌دوره‌ای پورت وایکاتو در سال ۲۰۲۳ مشخص خواهند شد. انتخابات پارلمانی رای‌دهندگان برای پورت وایکاتو به دلیل مرگ یکی از نامزدها لغو شد. دو کرسی در روز انتخابات توسط حزب مائوری به دست آمد، بنابراین کرسی‌های حزب (معمولاً ۴۸ صندلی) به دو کرسی افزایش یافت. پس از برگزاری انتخابات میان‌دوره‌ای، پارلمان ۱۲۲ نماینده خواهد داشت.